# Matyáš Ferdinand Berka z Dubé
Matyáš Ferdinand František hrabě Berka z Dubé (uváděn též jako Matouš nebo Matěj) (1620 / 1621 – 20. srpna 1644, Jihlava) byl český šlechtic z rodu Berků z Dubé. Jako dítě zdědil rozsáhlý majetek ve východních Čechách a na Moravě, dědičně byl také nejvyšším maršálkem Českého království. Zemřel předčasně a bez potomstva, o dědictví pak vedli příbuzní soudní spory, které trvaly několik desetiletí.

## Životopis

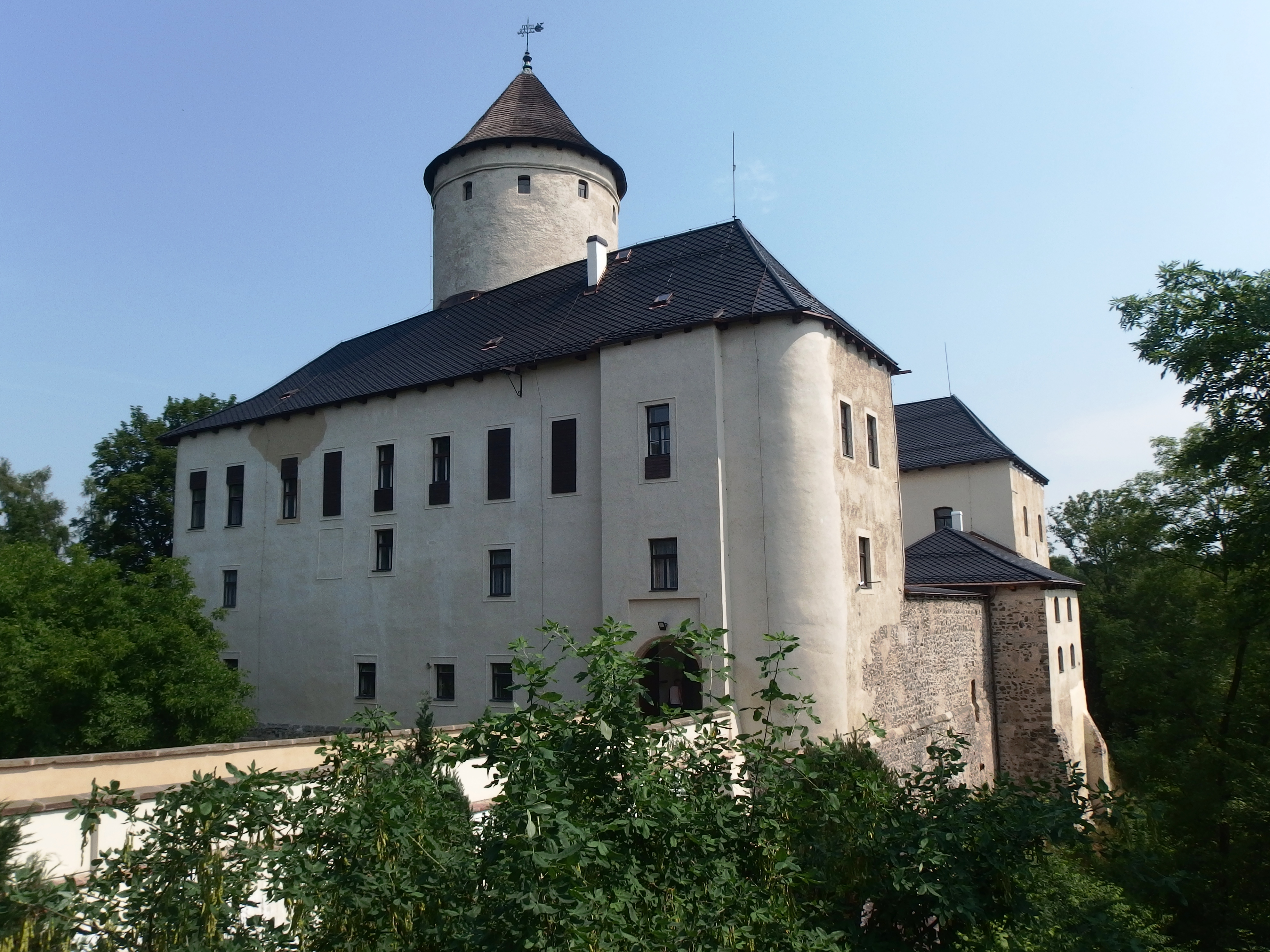
Hrad Rychmburk

Pocházel ze starého českého rodu Berků, patřil k rychmburské větvi, narodil se jako jediný syn hraběte Lva Buriana Berky z Dubé (1590-1626) a jeho manželky Františky Hipolyty, rozené hraběnky z Fürstenbergu (1592–1644). V pěti letech zdědil po otci značný majetek v různých částech Českého království a Moravského markrabství. Největší podíl představoval fideikomis Rychmburk s třemi městečky a 54 vesnicemi, součástí dědictví byla panství Slatiňany, Rosice, Dačice, Nové Veselí a Budišov, dále také dům v Olomouci. V sousedství Rychmburku a Slatiňan zdědil navíc v roce 1632 panství Chrast s třinácti vesnicemi po babičce Markétě Berkové, rozené Trčkové z Lípy. Poručnickou správou majetku byla pověřena matka Františka Hipolyta. Kvůli formálním nedostatkům poslední vůle Lva Buriana a odlišnostem moravského zemského práva nemohla však převzít synovy moravské statky. Správy Dačic, Nového Veselí a Budišova se proto ujal osobně moravský místodržitel František z Ditrichštejna, který též dohlížel na Matyášovu výchovu. Po otci byl Matyáš Ferdinand také uživatelem úřadu nejvyššího maršálka Českého království, který byl v rodině Berků dědičný.
Pod dohledem matky a kardinála Ditrichštejna byl vychován v katolické víře, ovládal němčinu, latinu a také češtinu. Kardinál Ditrichštejn krátce před smrtí požádal císaře o předčasné zplnoletnění svého svěřence, které Ferdinand II. potvrdil 3. září 1636. V letech 1639–1640 absolvoval Matyáš Ferdinand kavalírskou cestu, která zahrnovala převážně italské země. Podle dochovaného deníku se zajímal především o kulturní památky, nejdéle pobýval v Římě a Neapoli, osvojil si také základy italštiny. Vlivné postavení rodu dokládají dvě osobní audience u papeže Urbana VIII. a také fakt, že cestu absolvoval v doprovodu osmi osob služebnictva, což byl na svou dobu neobvyklý komfort. Krátce po návratu z cest převzal osobně správu rodového majetku (1641) a byl jmenován císařským komořím. Pobýval na různých místech, nejčastěji pravděpodobně v Dačicích, kde již v roce 1639 potvrdil městská privilegia. I když byl dědicem obrovského majetku, potýkal se také se značným zadlužením statků. Z doby jeho osobní správy nejsou vyloučeny stavební úpravy dačického zámku, které však mohly proběhnout již za otce Lva Buriana.
Zemřel svobodný a bezdětný v Jihlavě v roce 1644 ve věku 23 let bez zanechání poslední vůle. Vzhledem k probíhající třicetileté válce a okupaci velké části Čech švédskými vojsky nemohlo být jeho tělo převezeno do rodové hrobky v katedrále sv. Víta v Praze, pohřben byl až v roce 1673. Na základě příbuzenských vztahů měly statky připadnout jeho vzdálenému bratranci Zdislavu Berkovi z Dubé. S tím ale nesouhlasila Matyášova matka Františka Hipolyta, která zemřela v prosinci téhož roku a svým odkazem převedla všechen majetek na svého synovce Bedřicha Rudolfa Fürstenberga (1602–1655), předka pozdější knížecí linie Fürstenbergů. S tímto odkazem se nesmířili vzdálenější příbuzní Berkové, kteří přistoupili k soudnímu sporu, ten se táhl několik desetiletí. K částečnému smíru došlo v roce 1669, kdy Rychmburk převzal František Antonín Berka z Dubé (1636–1706), definitivně byl spor o dědictví ukončen až v roce 1714, kdy již rod Berků vymřel.